# Dreisbachia lutea
Dreisbachia lutea är en stekelart som beskrevs av Ian D. Gauld 1984. Dreisbachia lutea ingår i släktet Dreisbachia och familjen brokparasitsteklar. Inga underarter finns listade i Catalogue of Life.